# Euchaetis longicornis
Euchaetis longicornis är en vinruteväxtart som beskrevs av I.J.M. Williams. Euchaetis longicornis ingår i släktet Euchaetis och familjen vinruteväxter. Inga underarter finns listade i Catalogue of Life.